# Organizacja Międzynarodowego Lotnictwa Cywilnego

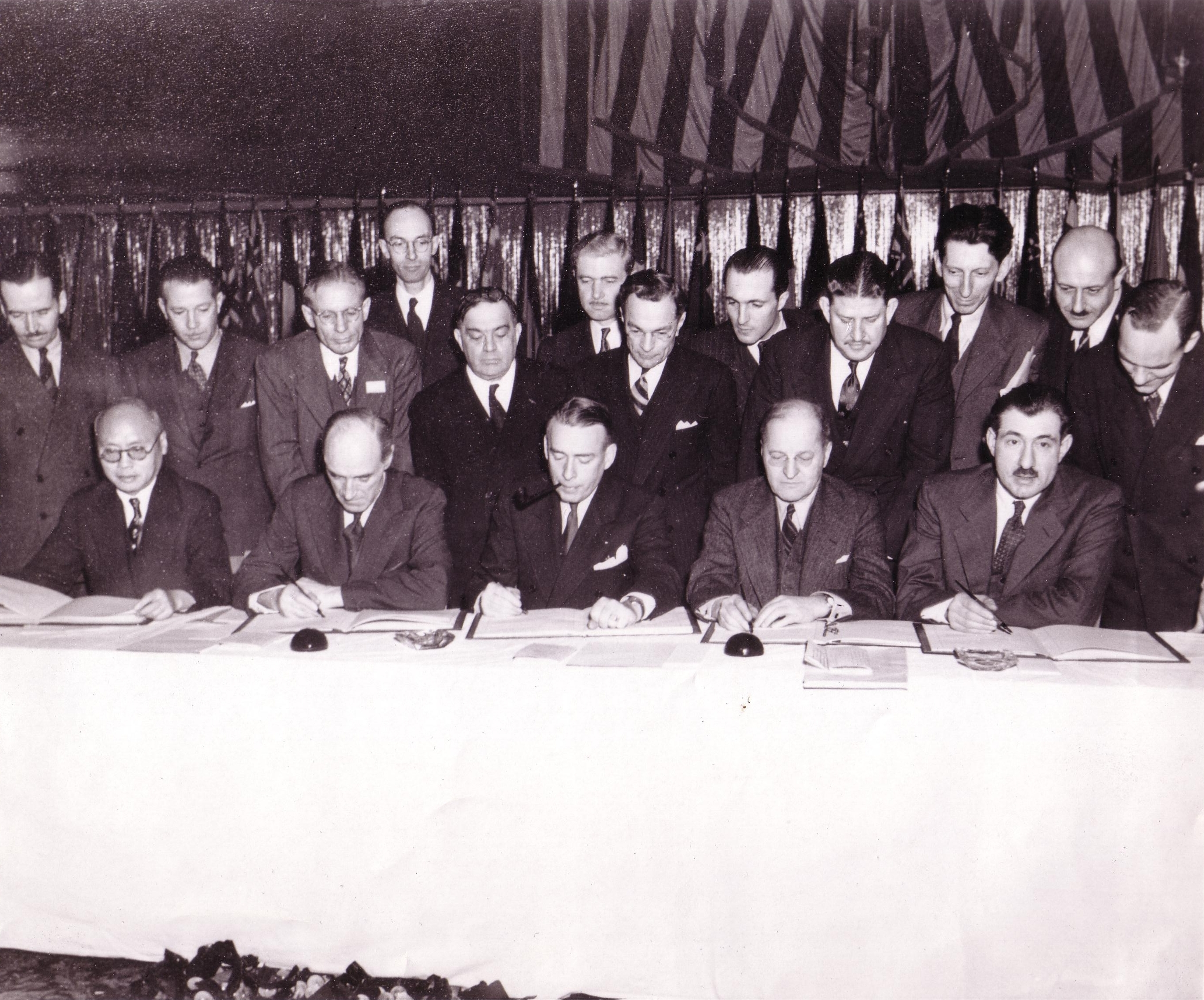
Podpisywanie aktu powołującego ICAO, Chicago 1944

Organizacja Międzynarodowego Lotnictwa Cywilnego (ang. International Civil Aviation Organization, ICAO; fr. Organisation de l'aviation civile internationale, OACI, chiń. uprosz. 国际民航组织, arab. ‏إيكاو‎, ros. ИКАО) – organizacja wyspecjalizowana ONZ zajmująca się opracowywaniem i wdrażaniem międzynarodowych przepisów regulujących bezpieczeństwo międzynarodowej żeglugi powietrznej oraz wspieraniem rozwoju transportu lotniczego w celu zapewnienia bezpiecznego i uporządkowanego rozwoju. Siedziba organizacji znajduje się w Montrealu.

ICAO została powołana w 1944 r. na mocy konwencji o międzynarodowym lotnictwie cywilnym, a dokładniej części II, od rozdziału VII do rozdziału XIII włącznie.

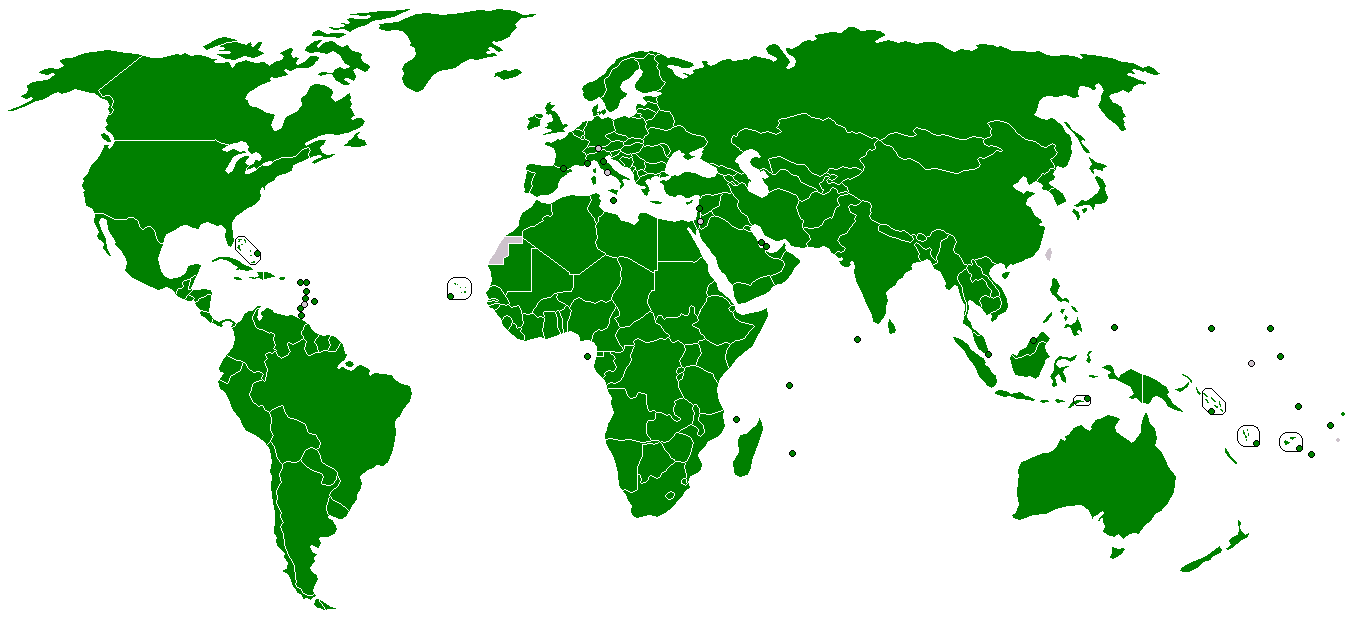
Kraje członkowskie ICAO.

Od 15 kwietnia 2019 r. po dołączeniu Dominiki członkami ICAO są 193 państwa.

## Historia[4]
Początki działalności ICAO wiążą się z uchwaleniem konwencji o międzynarodowym lotnictwie cywilnym, podpisanej w Chicago 7 grudnia 1944 r., tzw. Konwencji chicagowskiej, na mocy której organizacja została powołana. Zanim jednak konwencja ta została spisana, obowiązywały także inne międzynarodowe konwencje, których celem było stworzenie norm w lotnictwie cywilnym, istniały także organizacje, które miały kontrolować przestrzeganie tych zasad.
Pierwszą międzynarodową konwencją lotniczą była „Konwencja urządzająca żeglugę powietrzną”, podpisana podczas konferencji w Paryżu w 1919 r. Jednym z państw, które złożyło swój podpis, była Polska. Na podstawie konwencji powołana została Międzynarodowa Komisja Żeglugi Powietrznej (fr. Commission internationale de la navigation aerianne, CINA;  ang. International Commission for Air Navigation, ICAN) pod kierownictwem Ligi Narodów, której celem było przyjmowanie wniosków od państw członkowskich w sprawie modyfikacji przepisów oraz załączników do konwencji, a także wprowadzenie tych zmian.
W związku z rozwojem lotnictwa w latach 30. i 40 zaczęły toczyć się dyskusje na temat powojennych rozwiązań w zakresie komunikacji lotniczej. W 1944 r. Departament Stanu USA zaprosił kraje biorące udział w wojnie z Niemcami i Japonią, a także państwa neutralne do Chicago na obrady Międzynarodowej Konferencji Lotnictwa Cywilnego, której głównym celem było m.in. przyjęcie nowej konwencji mającej zastąpić zapisy konwencji paryskiej z 1919 r., co nastąpiło 7 grudnia 1944 r. Członkowie konferencji, w tym przedstawiciele z Polski, przyjęli „Konwencję o międzynarodowym lotnictwie cywilnym”, zastępując w ten sposób Konwencję paryską, a także Konwencję madrycką (iberoamerykańską) z 1926 r. oraz Konwencję hawańską (panamerykańską) z 1928 r.
Na mocy postanowień Konwencji chicagowskiej powołana została organizacja PICAO (ang. Provisional International Civil Aviation Organisation), której celem było opracowanie załączników do konwencji oraz utworzenie komisji i komitetów. Jako instytucja PICAO funkcjonowało aż do wejścia konwencji w życie, czyli do 4 kwietnia 1947 r. – tego dnia przekształcono ją w ICAO. W październiku 1947 r. ICAO otrzymała status autonomicznej wyspecjalizowanej organizacji Narodów Zjednoczonych. Wraz z momentem powstania ICAO, CINA zakończyła swoją wieloletnią działalność, a biura jej Sekretariatu zostały przekazane nowej organizacji, która pozostały w nich aż do 1965 r.

## Cele i działania organizacji
Na podstawie preambuły Konwencji chicagowskiej, wizją organizacji miało być promowanie przyjaźni oraz zrozumienia między ludźmi z całego świata, jak i pokój oraz dobrobyt oparty na systemie międzynarodowego lotnictwa, który byłyby zarządzany w sposób właściwy oraz ekonomiczny, z zagwarantowaniem równych szans dla wszystkich.
Celem działalności ICAO określonym w art. 44 Konwencji chicagowskiej jest „rozwijanie zasad i techniki międzynarodowej żeglugi powietrznej oraz popieranie planowania i rozwoju międzynarodowego przewozu lotniczego”. W praktyce najważniejszymi elementami działalności ICAO są:
- ustanawianie międzynarodowych norm i zalecanych metod postępowania w zakresie bezpieczeństwa, ochrony, ułatwień i ochrony środowiska w lotnictwie cywilnym, procedur dla służb żeglugi powietrznej oraz innych dokumentów o charakterze podręczników, wytycznych, czy zbiorów najlepszych praktyk;
- promowanie liberalizacji rynku międzynarodowego transportu lotniczego, publikowanie danych i analiz statystycznych oraz wydawanie niewiążących zaleceń i wytycznych dotyczących regulacji ekonomicznej tego rynku;
- rozwój międzynarodowego prawa lotniczego poprzez pracę Komitetu Prawnego ICAO oraz organizowanie konferencji dyplomatycznych w sprawie przyjęcia umów międzynarodowych, dotyczących m.in. przestępstw przeciwko międzynarodowemu lotnictwu cywilnemu, czy odszkodowań;
- realizowanie projektów pomocy technicznej na zlecenie państw członkowskich;
- kontrola przestrzegania międzynarodowych norm i zalecanych metod postępowania w formie audytów nadzoru nad bezpieczeństwem i ochroną lotnictwa cywilnego w państwach członkowskich;
- prowadzenie badań, studiów i analiz prowadzących do rozwoju lotnictwa cywilnego.

ICAO współpracuje ze 193 państwami członkowskimi i grupami interesariuszy, mając na celu osiągnięcie porozumienia w sprawie międzynarodowych norm i zalecanych metod postępowania (ang. Standards and Recommended Practices, SARPs) oraz polityk wspierających bezpieczny, wydajny, ekonomicznie zrównoważony i ekologiczny sektor lotnictwa cywilnego. SARPs są wykorzystywane przez państwa członkowskie ICAO w celu zapewnienia zgodności funkcjonowania lokalnego lotnictwa i przepisów z normami globalnymi. ICAO tworzy także globalne plany w zakresie bezpieczeństwa i ochrony żeglugi powietrznej oraz kontroluje możliwości w zakresie nadzoru nad lotnictwem w państwach członkowskich w zakresie bezpieczeństwa i ochrony, współpracując z wiodącymi regulatorami:
- EASA – European Union Aviation Safety Agency
- FAA – Federal Aviation Administration

Oprócz podstawowej pracy nad międzynarodowymi SARPs i politykami lotniczymi państw członkowskich i przemysłu, a także działalnością z zakresu bezpieczeństwa i ochrony, ICAO monitoruje i opracowuje raporty dotyczące licznych wskaźników wydajności sektora transportu lotniczego oraz koordynuje pomoc państwom członkowskim w realizacji licznych celów w zakresie rozwoju lotnictwa. Działalność ukierunkowana jest na rozwijanie globalnej sieci transportu lotniczego i wspieranie racjonalnych inicjatyw w tym zakresie w celu sprostania zmianom oraz wymaganiom związanym z dynamicznym i ciągłym rozwojem społecznym i gospodarczym.
ICAO współpracuje także z wieloma innymi międzynarodowymi organizacjami lotniczymi, takimi jak:
- ACI – Airports International Council
- ECAC – European Civil Aviation Conference
- EUROCONTROL – European Organisation for the Safety of Air Navigation
- IATA – International Air Transport Association
- SITA – Société Internationale de Télécommunications Aéronautiques
- TIACA – The International Air Cargo Association

## Struktura
Organizacja składa się z następujących organów:
- Zgromadzenie (ang. Assembly)
- Rada (ang. Council)
- Komisja Żeglugi Powietrznej (ang. Air Navigation Commission)
- Komitety Rady (ang. Committees of the Council):
  - Komitet Transportu Lotniczego (ang. Air Transport Committee)
  - Komitet Prawny (ang. Legal Committee)
  - Komitet ds. Wspierania Służb Żeglugi Powietrznej (ang. Committee on Joint Support of Air Navigation Services)
  - Komitet Finansowy (ang. Finance Committee)
  - Komitet Zapobiegania Aktom Bezprawnej Ingerencji (ang. Committee on Unlawful Interference)
  - Komitet Współpracy Technicznej (ang. Technical Cooperation Committee)
  - Komitet ds. Ochrony Środowiska (ang. Committee on Aviation Environmental Protection)

- Sekretariat, któremu podlegają:
  - Biuro Administracyjne (ang. Bureau of Administration and Services)
  - Biuro Prawne (ang. Legal Affairs and External Relations Bureau)
  - Biuro Żeglugi Powietrznej (ang. Air Navigation Bureau)
  - Biuro Transportu Lotniczego (ang. Air Transport Bureau)
  - Biuro Współpracy Technicznej (ang. Technical Co-operation Bureau)

Konwencja chicagowska wymienia cztery stałe organy ICAO (art. 48-60 Konwencji) – Zgromadzenie, Rada, Komisja Żeglugi Powietrznej oraz Sekretariat.
Na podstawie art. 59 Konwencji zakazuje się zwracania się przez personel o instrukcje oraz przyjmowania ich od jakiejkolwiek władzy poza Organizacją. Obowiązki personelu mają charakter międzynarodowy i żadne z państw członkowskich nie ma prawa wpływania na któregokolwiek ze swych obywateli w związku z wypełnianiem przez nich tych obowiązków. Ponadto każde z państw członkowskich powinno przyznać Przewodniczącemu Rady, Sekretarzowi Generalnemu i innemu personelowi immunitety i przywileje przyznawane podobnemu personelowi innych publicznych organizacji międzynarodowych, w największym możliwym stopniu dopuszczalnym przez prawo konstytucyjne  danego państwa (art. 60).

### Zgromadzenie
Zagadnienia dotyczące Zgromadzenia znajdują się w art. 48 oraz 49 Konwencji. Zgromadzenie zbiera się co najmniej raz na trzy lata i składa się z przedstawicieli wszystkich państw członkowskich. Zgromadzenie powołuje Rada w odpowiednim miejscu i czasie. Istnieje możliwość zwołania nadzwyczajnego zgromadzenia przez Radę lub na życzenie przynajmniej 1/5 państw członkowskich (wcześniej 10 państw członkowskich) skierowane do Sekretarza Generalnego.
Każde z państw członkowskich ma równe prawo do reprezentacji na zebraniach Zgromadzenia, przy czym każde ma prawo do jednego głosu. Do stworzenia quorum na zebraniach Zgromadzenia potrzebna jest większość państw członkowskich. Uchwały Zgromadzenia zapadają większością oddanych głosów.
Do obowiązków Zgromadzenia należy m.in. uchwalanie rocznych budżetów Organizacji oraz decydowanie w sprawach finansowych, rozpatrywanie sprawozdań Rady i podejmowanie w związku z nimi odpowiedniego działania oraz decydowanie we wszelkich sprawach przedłożonych Zgromadzeniu przez Radę oraz rozpatrywanie wniosków dotyczących wprowadzenia zmian lub poprawek do przepisów Konwencji.

### Rada
Rada jest organem stałym, odpowiedzialnym przed Zgromadzeniem. Składa się z przedstawicieli 36 państw członkowskich, wybieranych na trzyletnią kadencję przez Zgromadzenie. Każde wakujące miejsce w Radzie powinno być obsadzone przez Zgromadzenie w możliwie krótkim czasie. Wybierając członków Rady przez Zgromadzenie zapewnia się odpowiednią reprezentację określonym państwom, które startują w trzech grupach:
1. państwa, które odgrywają główną rolę w dziedzinie przewozów lotniczych;
2. państwa nie reprezentowane z innego tytułu, a mające największy wkład w dostarczaniu udogodnień dla międzynarodowej cywilnej żeglugi powietrznej;
3. państwa nie reprezentowane z innego tytułu, a których wybór zapewnia reprezentowanie w Radzie wszystkich głównych rejonów geograficznych świata.

Rada wybiera swojego Przewodniczącego (ang. President of Council) na okres trzech lat z możliwą reelekcją. Nie posiada on prawa do głosu. Ze swoich członków Rada wybiera jednego lub więcej wiceprzewodniczących, którzy zachowują prawo głosowania w czasie, gdy pełnią funkcje Przewodniczącego. Przewodniczący nie musi być wybrany spośród przedstawicieli członków Rady, lecz jeżeli jeden z przedstawicieli członków Rady zostanie wybrany Przewodniczącym, jego miejsce w Radzie uważa się za wakujące, a Państwo które wybrany reprezentował, wyznacza nowego przedstawiciela.
Do obowiązków Przewodniczącego należy zwoływanie zebrań Rady, Komitetu Przewozu Lotniczego i Komisji Żeglugi Powietrznej, działanie w charakterze przedstawiciela Rady oraz wykonywanie w imieniu Rady czynności zleconych Przewodniczącemu przez Radę. 
1 stycznia 2020 r. stanowisko Przewodniczącego Rady objął Salvatore Sciacchitano z Włoch.
| Nr | Przewodniczący Rady    | Państwo           | Lata sprawowania urzędu |
| -- | ---------------------- | ----------------- | ----------------------- |
| 1  | Edward Pearson Warner  | Stany Zjednoczone | 1947 – 1957             |
| 2  | Walter Binaghi         | Argentyna         | 1957 – 1976             |
| 3  | Assad Kotaite          | Liban             | 1976 – 2006             |
| 4  | Roberto Kobeh Gonzalez | Meksyk            | 2006 – 2013             |
| 5  | Olumuyiwa Benard Aliu  | Nigeria           | 2013 – 2019             |
| 6  | Salvatore Sciacchitano | Włochy            | 2020 – obecnie          |

Obecny skład Rady został wybrany 1 października 2019 r. podczas 40. Zgromadzenia.
| Grupa 1 (największe znaczenie)                                                                                              | Grupa 2 (duży wkład) | Grupa 3 (reprezentacja geograficzna) |
| - Australia - Brazylia - Kanada - Chiny - Francja - Niemcy - Włochy - Japonia - Rosja - Wielka Brytania - Stany Zjednoczone | - Argentyna - Kolumbia - Egipt - Finlandia - Indie - Meksyk - Holandia - Nigeria - Arabia Saudyjska - Singapur - Południowa Afryka - Hiszpania | - Kostaryka - Wybrzeże Kości Słoniowej - Dominikana - Gwinea Równikowa - Grecja - Malezja - Paragwaj - Peru - Korea Południowa - Sudan - Tunezja - Zjednoczone Emiraty Arabskie - Zambia |

Podczas kolejnego zgromadzenia, 1 października 2022 roku Rosja przegrała głosowanie o ponowny wybór do rady, z uwagi na dokonanie inwazji na Ukrainę i zagrożenia stwarzane przez to dla lotnictwa cywilnego, a nadto dokonaną konfiskatę leasingowanych samolotów i ich podwójną rejestrację we własnym rejestrze.

### Komisja Żeglugi Powietrznej
Komisja Żeglugi Powietrznej (ang. Air Navigation Commission) składa się z 19 członków powoływanych przez Radę spośród osób przedstawionych przez państwa członkowskie. Kandydaci na członków powinni mieć odpowiednie kwalifikacje i doświadczenie w dziedzinie teorii oraz praktyki lotnictwa.
Komisja rozpatruje zmiany załączników do Konwencji chicagowskiej i zaleca Radzie ich przyjęcie. Jej obowiązkiem jest też powoływanie podkomisji technicznych, w których może być reprezentowane każde państwo członkowskie. Komisja przedstawia Radzie opinie co do zbierania i podawania do wiadomości wszelkich informacji państwom członkowskim, które Komisja uważa za potrzebne i pożyteczne dla żeglugi powietrznej. Planuje on, koordynuje i analizuje wszystkie działania ICAO w dziedzinie żeglugi powietrznej – m.in. opracowuje i rozwija standardy techniczne działalności lotnictwa cywilnego.

### Komitety Rady
Komitety Rady nie zostały wymienione w Konwencji chicagowskiej. Obowiązkiem Rady jest wyznaczenie obowiązków oraz składu komitetów.
- Komitet Transportu Lotniczego – organ doradczy Rady, prowadzenie badania i przedstawianie propozycji w zakresie zagadnień ekonomicznych transportu lotniczego.
- Komitet Prawny – przygotowywanie opinii prawnych dla Rady w zakresie prywatnego i publicznego prawa lotniczego oraz projektów konwencji i ich zmian.
- Komitet ds. Wspierania Służb Żeglugi Powietrznej – rozwiązywanie problemów wspólnego finansowania urządzeń i służb żeglugi powietrznej w rejonach wielkich mórz lub w regionach, gdzie więcej niż jedno państwo jest zobowiązane do świadczenia tych usług, np. w rejonie Północnego Atlantyku.
- Komitet Finansowy – opieka nad sprawami finansowymi organizacji, m.in. finansowanie różnorodnych projektów realizowanych w ramach ICAO.
- Komitet Zapobiegania Aktom Bezprawnej Ingerencji – wspomaganie Rady w opracowywaniu polityki w zakresie ochrony lotnictwa przed aktami bezprawnej ingerencji, w tym przed aktami terroru oraz sposobów przeciwdziałania im poprzez opracowanie programów i przepisów w tym obszarze.
- Komitet Współpracy Technicznej – udzielanie pomocy technologicznej w dziedzinie lotnictwa cywilnego krajom rozwijającym się przy ścisłej współpracy z Programem Narodów Zjednoczonych ds. Rozwoju (United Nations Development Program – UNDP).
- Komitet ds. Ochrony Środowiska – wspomaganie Rady w ustalaniu nowych wytycznych polityki w dziedzinie ochrony środowiska przed szkodliwymi wpływami transportu lotniczego na środowisko oraz w opracowywaniu nowych standardów dotyczących hałasu lotniczego i emisji z silników lotniczych.

Istnieje również Komitet ds. Nagrody im. Edwarda Warnera – Warner był pierwszym Przewodniczącym Rady ICAO, w latach 1947-1957.

### Sekretariat
Pracownicy Sekretariatu stanowią stały personel Organizacji Międzynarodowego Lotnictwa Cywilnego, których głównym zadaniem jest zapewnienie pomocy administracyjnej wszystkim organom i jednostkom organizacyjnym działającym w ramach ICAO, a także przygotowanie i prowadzenie różnych spotkań, odbywających się w ramach tej organizacji.
Składa się z pięciu głównych jednostek organizacyjnych:
- Biura Żeglugi Powietrznej,
- Biura Transportu Lotniczego,
- Biura Prawnego,
- Biura Współpracy Technicznej
- Biura Administracyjnego.

### Sekretarz Generalny
Sekretarz Generalny kieruje Sekretariatem ICAO, a także podległymi jednostkami organizacyjnymi. Zapewnia on zatrudnienie odpowiedniego i wyspecjalizowanego personelu.  Pełni też funkcje swoistego Sekretarza Rady ICAO – wykonuje zadania powierzone mu przez Radę i sporządza dla niej okresowe sprawozdania z działalności i realizacji postawionych zadań.
Sekretarz Generalny jest powoływany przez Radę. Na podstawie rezolucji Zgromadzenia A36-28 (Term Limits for the Offices of the Secretary General and the President of the Council) kadencja Sekretarza trwa 3 lata z jedną możliwą reelekcją.
Do sierpnia 2021 roku Sekretarzem Generalnym ICAO była Fang Liu, pierwsza kobieta w historii organizacji powołana na to stanowisko. Swoją kadencję rozpoczęła w sierpniu 2015 r., po czym została ponownie wybrana. Jej kadencja zakończyła się w lipcu 2021 roku. Obecnie funkcję tę pełni Juan Carlos Salazar Gomez.
| Nr | Sekretarz Generalny           | Państwo    | Lata sprawowania urzędu |
| -- | ----------------------------- | ---------- | ----------------------- |
| 1  | Albert Roper                  | Francja    | 1944 – 1951             |
| 2  | Carl Ljungberg                | Szwecja    | 1952 – 1959             |
| 3  | Ronald MacAllister Macdonnell | Kanada     | 1959 – 1964             |
| 4  | Bernardus Tielman Twigt       | Holandia   | 1964 – 1970             |
| 5  | Assad Kotaite                 | Liban      | 1970 – 1976             |
| 6  | Yves Lambert                  | Francja    | 1976 – 1988             |
| 7  | Shivinder Singh Sidhu         | Indie      | 1988 – 1991             |
| 8  | Philippe Rochat               | Szwajcaria | 1991 – 1997             |
| 9  | Renato Claudio Costa Pereira  | Brazylia   | 1997 – 2003             |
| 10 | Taïeb Chérif                  | Algieria   | 2003 – 2009             |
| 11 | Raymond Benjamin              | Francja    | 2009 – 2015             |
| 12 | Fang Liu                      | Chiny      | 2015 – sierpień 2021    |
| 13 | Juan Carlos Salazar Gómez     | Kolumbia   | sierpień 2021 – obecnie |

## Działalność prawodawcza
Pod auspicjami ICAO podpisano wiele znaczących dla lotnictwa cywilnego konwencji międzynarodowych, mających na celu zwiększenie bezpieczeństwa oraz efektywności podróży drogą powietrzną, takich jak:
- Konwencja o zwalczaniu bezprawnego zawładnięcia statkami powietrznymi[10], sporządzona w Hadze dnia 16 grudnia 1970 r. (Konwencja haska)
- Konwencja o zwalczaniu bezprawnych czynów skierowanych przeciwko bezpieczeństwu lotnictwa cywilnego[11], sporządzona w Montrealu dnia 23 września 1971 r. (Konwencja montrealska)
- Konwencja o zwalczaniu bezprawnych aktów dotyczących lotnictwa cywilnego, sporządzona w Pekinie 10 października 2010 r. (Konwencja pekińska – już obowiązująca, lecz jeszcze nie ratyfikowana przez Polskę).

Ponadto wprowadzane są poprawki do istniejących już dokumentów poprzez tworzenie protokołów, które mają na celu reagowanie na nowe zagrożenia w lotnictwie cywilnym (np. reakcją na zamachy terrorystyczne z 11 września 2001 r. było przyjęcie nie tylko Konwencji pekińskiej, ale również protokołu zmieniającego Konwencję haską – tzw. protokół pekiński).
Działalność prawodawcza ICAO obejmuje także tworzenie rekomendacji oraz zalecanych metod postępowania (ang. Standards and Recommended Practices, SARPs).

## Państwa członkowskie
ICAO liczy 193 państwa członkowskie (stan na kwiecień 2019), z czego 192 to członkowie Organizacji Narodów Zjednoczonych (wszystkie oprócz Liechtensteinu, który nie posiada swojego międzynarodowego lotniska) oraz Wyspy Cooka. Ostatnim państwem, które dołączyło do ICAO, była Dominika, 15 kwietnia 2019 r.

### Liechtenstein
Pomimo faktu, iż Liechtenstein nie stanowi bezpośredniego państwa członkowskiego ICAO, to Konwencja chicagowska ma swoje zastosowanie na jego terytorium. Na podstawie Traktatu o unii celnej 2 z 1923 r. (Zollvertrag) pomiędzy Szwajcarią i Liechtensteinem, delegacja Szwajcarii podpisała Konwencję w imieniu Liechtensteinu.

### Tajwan
Republika Chińska stanowiła jedno z państw założycielskich ICAO, ale w 1971 r. na mocy Rezolucji Zgromadzenia Ogólnego Narodów Zjednoczonych nr 2758, Chińska Republika Ludowa stała się jedynym przedstawicielem Chin w ONZ. W liście do ICAO z 15 lutego 1974 r. rząd ChRL poinformował, że państwo to uznaje Konwencję chicagowską, która została podpisana przez Tajwan 9 grudnia 1944 r., a której instrument ratyfikacyjny został zdeponowany 30 lutego 1946 r. Od tego czasu wszelkie interesy chińskie reprezentowane były przez ChRL, a Tajwan nie udzielał się w organizacji.
Po raz pierwszy od 1971 r., w 2013 r. Tajwan został zaproszony do ICAO, by wziąć udziału w 38. Zgromadzeniu ICAO pod nazwą „Chiński Tajpej” (ang. Chinese Taipei) jako gość – jak podaje ówczesny Przewodniczący Rady ICAO Roberto Kobeh-Gonzalez, pomysł ten wyszedł ze strony ChRL. David Lin, minister spraw zagranicznych Tajwanu w latach 2012-2016, stwierdził, że takie posunięcie stanowiło kompromis ze strony Chin po tym, jak Stany Zjednoczone zaproponowały, by Tajwan uczestniczył w Zgromadzeniu jako obserwator. Od tego czasu Tajwan nie został ponownie zaproszony do uczestnictwa w działalności ICAO.
Na początku pandemii koronawirusa, w styczniu 2020 r., ICAO odmówiło Tajwanowi dostępu do bieżących informacji dotyczących rozwoju sytuacji dla lotnictwa. W lutym tego roku, w komunikacie ICAO dotyczącym rozwoju sytuacji epidemiologicznej, Tajwan został podany jako jedna z prowincji Chin. Obie sytuacje spotkały się z krytyką, m.in. na platformie Twitter, której użytkownicy byli rzekomo blokowani przez oficjalne konto ICAO po skrytykowaniu sytuacji w komentarzach.
W przeciągu ostatnich lat, wiele państw wyrażało swoje wsparcie dla Tajwanu, który ich zdaniem powinien stać się członkiem ICAO, przede wszystkim ze względów bezpieczeństwa oraz wkładu Tajwanu dla międzynarodowego lotnictwa cywilnego.

## Biura regionalne[25]

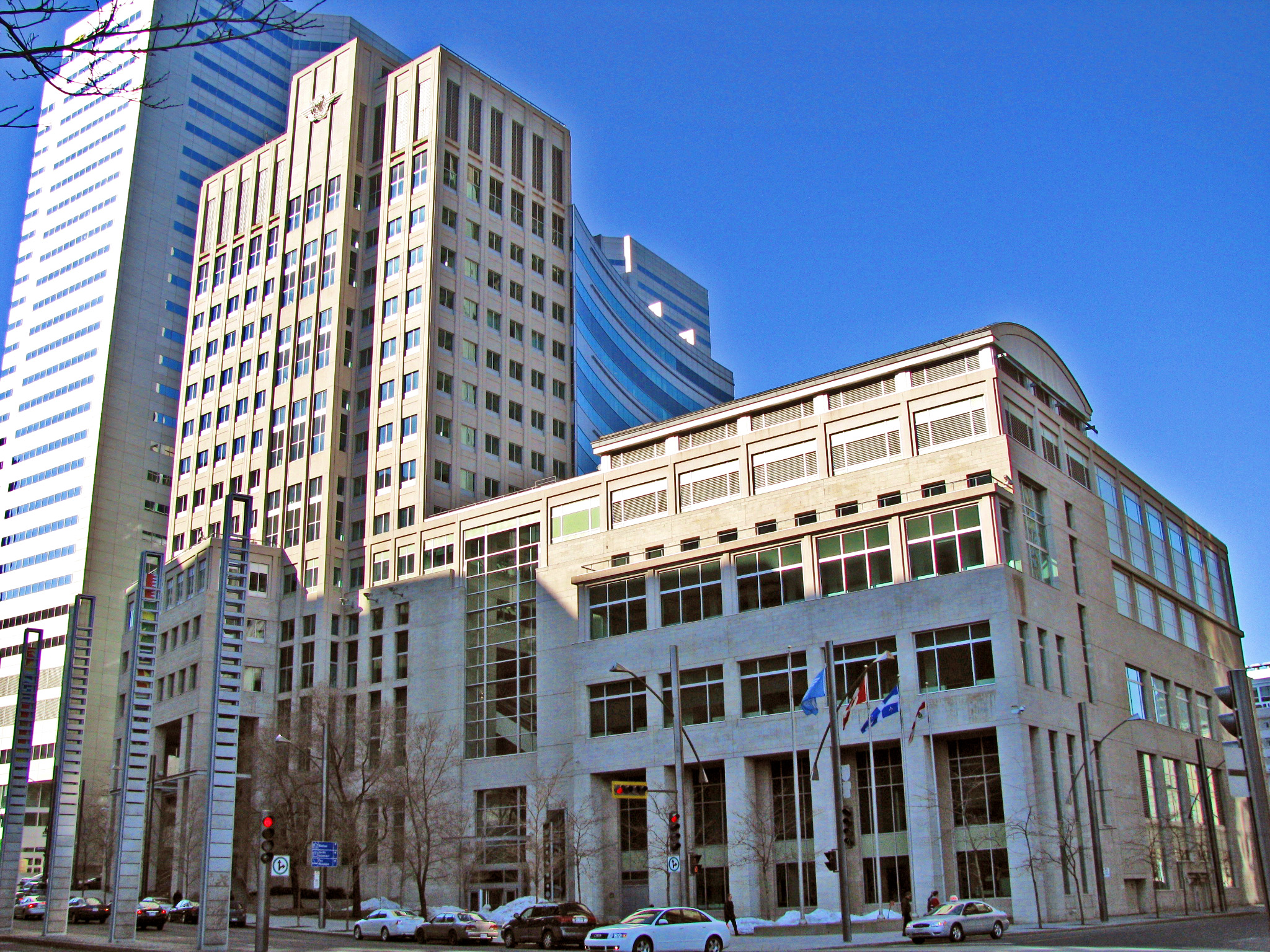
Siedziba główna organizacji w Montrealu

W celu ułatwienia planowania działalności lotnictwa cywilnego i zwiększenia możliwości lepszego dostosowania się do specyficznych warunków ICAO podzieliła świat na dziewięć regionów geograficznych, w odniesieniu do których stosuje się podejście indywidualne podczas planowania zaopatrzenia w sprzęt oraz usługi lotnicze. Regiony są obsługiwane przez Biura Regionalne.
- NAM – North America – Ameryka Północna;

Biuro regionalne w Meksyku, Meksyk.
- CAR – Caribbean – Karaiby;

Biuro regionalne w Meksyku, Meksyk.
- SAM – South America – Ameryka Południowa;

Biuro regionalne w Limie, Peru.
- AFI – Africa – Afryka;

Biuro regionalne w Dakarze, Senegal (Zachodnia i Centralna Afryka) oraz Nairobi, Kenia (Afryka Wschodnia i Środkowa)
- NAT – North Atlantic – Północny Atlantyk;

Biuro regionalne w Paryżu, Francja.
- EUR – Europe – Europa;

Biuro regionalne w Paryżu, Francja.
- MID – Middle East – Środkowy Wschód;

Biuro regionalne w Kairze, Egipt.
- ASIA – Asia – Azja;

Biuro regionalne w Bangkoku, Tajlandia oraz biuro pomocnicze w Pekinie, Chiny.
- PAC – Pacific – Pacyfik.

Biuro regionalne w Bangkoku, Tajlandia oraz biuro pomocnicze w Pekinie, Chiny.
Biura regionalne ICAO pełnią ważną rolę, gdyż są ośrodkami doradztwa i pomocy państwom członkowskim regionu w zakresie wdrażania międzynarodowych norm oraz zalecanych metod postępowania. Oferują one zainteresowanym państwom praktyczną pomoc, między innymi w formie regularnych wizyt członków ich personelu technicznego w państwach członkowskich, mających na celu przeprowadzenie audytów i kontroli, czy stosowane rozwiązania w zakresie funkcjonowania lotnictwa cywilnego są prawidłowe.
Każdy z regionów posiada także własne Grupy Planowania Żeglugi Powietrznej (ang. Air Navigation Planning Groups, PIRGs), które organizują konferencje i spotkania, podczas których ustalane są szczegółowe plany dotyczące udogodnień, usług i procedur odpowiednich dla danego regionu.

## Polska w ICAO

### Polska iKonwencja chicagowska
Polska delegacja była obecna w Chicago podczas Międzynarodowej Konferencji Lotnictwa Cywilnego, a także podpisała nowo powstałą Konwencję o międzynarodowym lotnictwie cywilnym. Polskę reprezentowało 7 delegatów:
- Jan Ciechanowski – ambasador RP w Waszyngtonie, Przewodniczący delegacji
- Zbysław Ciołkosz, Dyrektor Wydziału Lotniczego Ministerstwa Przemysłu, Handlu i Żeglugi w polskim rządzie emigracyjnym, Wiceprzewodniczący Delegacji
- Stefan J. Konorski – radca prawny Ministerstwa Przemysłu, Handlu i Żeglugi w polskim rządzie emigracyjnym
- Henryk Górecki – wicedyrektor PLL „Lot” do 1939 r.
- Ludwik H. Gottlieb – Departament Organizacji Międzynarodowych, Ministerstwo Spraw Zagranicznych w polskim rządzie emigracyjnym
- Stanisław Szulc – Departament Przemysłu, Ministerstwo Przemysłu, Handlu i Żeglugi w polskim rządzie emigracyjny
- Generał brygady Witold Urbanowicz – attaché lotniczy przy polskiej ambasadzie w Waszyngtonie.

Dokumenty ratyfikacyjne do Konwencji strona polska złożyła 4 kwietnia 1947 r., ale z uwagi na sytuację polityczną aż do 1957 r. nie mogła brać udziału w pracach ICAO. Polska weszła w skład ICAO ostatecznie w momencie ratyfikacji Konwencji, tj. 20 listopada 1958 r.

### Polska w Radzie ICAO, 2013-2016[27]
W latach 2013–2016 Polska jako jeden z 36 krajów członkowskich była członkiem Rady ICAO, biorąc czynny udział w pracach tej Organizacji.
Polska w wyborach do Rady ICAO kandydowała na mocy decyzji Ministra Transportu Budownictwa i Gospodarki Morskiej Sławomira Nowaka. W imieniu ministra Nowaka podczas dwutygodniowej 38. sesji Zgromadzenia ICAO Polskę reprezentował Piotr Ołowski, Prezes Urzędu Lotnictwa Cywilnego w latach 2012–2016. Przedstawicielką Polski w Radzie ICAO była dr Małgorzata Polkowska.
Polskę poparło 147 krajów. Z trzeciej grupy wraz z Polską w Radzie zasiedli przedstawiciele: Boliwii, Burkina Faso, Kamerunu, Chile, Dominikany, Kenii, Libii, Malezji, Nikaragui, Republiki Korei, Zjednoczonych Emiratów Arabskich, Tanzanii. Najwięcej głosów z tej grupy zdobyły Zjednoczone Emiraty Arabskie. Z pierwszej grupy do Rady dostali się reprezentanci: Australii, Brazylii, Kanady, Chin, Francji, Niemiec, Włoch, Japonii, Rosji, Wielkiej Brytanii, USA. Najwięcej głosów (160) zdobyła Brazylia. Przedstawiciela, w wyniku głosowania Zgromadzenia, do Rady ICAO z drugiej grupy mogły oddelegować: Argentyna, Egipt, Indie, Meksyk, Nigeria, Norwegia, Portugalia, Arabia Saudyjska, Singapur, Południowa Afryka, Hiszpania oraz Wenezuela. Najwięcej, 163 głosy, zdobył Singapur.
W 65-letniej historii działania ICAO Polska do 2013 r. nigdy nie posiadała swojego przedstawiciela w Radzie tej organizacji. Kandydatura Polski była zgłaszana w wyborach do Rady ICAO w latach 1974, 1977 oraz w 1980 roku, ale nie uzyskano wówczas wymaganej większości głosów.

### ICAO i ULC
W ramach współpracy z ICAO Prezes ULC wraz z ekspertami z Urzędu bierze udział w Zgromadzeniach i konferencjach wysokiego szczebla. Ponadto eksperci ULC uczestniczą w pracach paneli i grup roboczych organizacji.

## CORSIA[28][29]
Mechanizm kompensacji i redukcji CO2 dla lotnictwa międzynarodowego (CORSIA – ang. Carbon Offsetting and Reduction Scheme for International Aviation) jest programem ICAO przyjętym podczas 39. Sesji Zgromadzenia w 2016 r. Jego celem jest utrzymanie od 2021 roku zerowego przyrostu emisji CO2 w cywilnym lotnictwie międzynarodowym, w stosunku do emisji z lat 2019-2020. Jest elementem szerszych środków, na które składają się udoskonalenia techniczne w samolotach, usprawnienia operacyjne i zrównoważone paliwa lotnicze.
Na podstawie CORSIA przewoźnicy lotniczy oraz Państwa mają obowiązek monitorowania, raportowania i weryfikacji emisji pochodzących z międzynarodowego lotnictwa cywilnego, począwszy od 1 stycznia 2019 r. Zobowiązania kompensacji i redukcji emisji CO2 zaczną obowiązywać w 2021 roku. Emisje pochodzące z krajowego lotnictwa nie podlegają raportowaniu i kompensacji.
Mechanizm składa się z trzech faz. Faza pilotażowa mechanizmu (2021–2023) oraz faza pierwsza (2024–2026) są dobrowolne. Faza druga (2027-2035) będzie już obowiązkowa dla wszystkich państw ICAO. Uczestnikami mechanizmu są operatorzy lotniczy wykonujący przewóz międzynarodowy statkami powietrznymi o MTOW>5700 kg, emitujący więcej niż 10.000 ton CO2 rocznie, z wyłączeniem lotów humanitarnych, medycznych oraz przeciwpożarowych. Mniej rozwinięte państwa, małe rozwijające się państwa wyspiarskie oraz rozwijające się państwa śródlądowe nie mają obowiązku przystąpienia do CORSIA, lecz mogą to uczynić.
Pojawia się wiele głosów krytycznych dotyczących mechanizmu CORSIA. Można spotkać się ze zdaniem, że pomimo adresowania dużego procentu emisji pochodzących z przyszłego rozwoju międzynarodowego lotnictwa, schemat nie przyczynia się w pełni do zerowego przyrostu emisji. Nie został również określony górny limit dla ilości emisji, jakie mogłyby być produkowane przez przewoźnika lotniczego lub państwo. W związku z faktem, iż CORSIA opiera się także na użyciu w przyszłości paliw alternatywnych, należy zwrócić uwagę, że większość biopaliw, m.in. te oparte na oleju palmowym, nierzadko przyczyniają się do większej emisji gazów niż paliwa kopalne, które mają zastąpić. Olej palmowy, stanowiący jeden z głównych składników obecnie wytwarzanych biopaliw, a dokładniej jego wydobywanie przyczynia się do niszczenia lasów deszczowych na bardzo dużą skalę i miejsc życia wielu zagrożonych wyginięciem gatunków zwierząt, a także do łamania praw człowieka.

## Nazwa
Nazwa organizacji w języku angielskim to International Civil Aviation Organisation, która w dosłownym tłumaczeniu może brzmieć „Międzynarodowa Organizacja Lotnictwa Cywilnego”. Oficjalnie stosuje się jednak tłumaczenie „Organizacja Międzynarodowego Lotnictwa Cywilnego”, za tłumaczeniem w polskiej wersji Konwencji o międzynarodowym lotnictwie cywilnym.